# Mezinárodní letiště Banja Luka
Mezinárodní letiště Banja Luka (srbsky Међународни аеродром Бања Лука; IATA: BNX, ICAO: LQBK) je mezinárodní civilní letiště u města Banja Luka v Republice srbské v Bosně a Hercegovině.
Letiště se nachází v obci Mahovljani. Po podpisu Daytonské mírové smlouvy zahájila společnost Aerodromi Republike Srpske a.d. na letišti mezinárodní provoz. Letiště spolupracuje se společnostmi Ryanair a Air Serbia. V letní sezóně létají charterové lety do Řecka a Turecka.
Letiště má jednu vzletovou a přistávací dráhu: 17/35 o délce 2 500 metrů. Letiště se nachází v nadmořské výšce 116,88 m.

## Doprava
V listopadu 2018 odbavila společnost Ryanair z letiště 10 000 cestujících do Memmingenu, švédské Skavsty a Charleroi (poblíž Bruselu). Charterové lety do Antalye a pravidelné lety do Atén.
V srpnu 2019 letiště odbavilo 14 976 cestujících, což je o 354,5 % více než v předchozím srpnu. Od ledna do srpna odbavilo 98 084 cestujících, což představuje nárůst o 543,6 %. V dubnu 2020 bylo přidáno spojení do Moskvy. V únoru 2020 bylo oznámeno, že Milán se od října 2020 stal devátou destinací letiště. Z důvodu pandemie koronaviru bylo letiště v roce 2020 uzavřeno.